# Listă de gimnaste române
Această pagină, aflată continuu în schimbare, este o listă alfabetică de gimnaste române.
- Lavinia Agache
- Mihaela Stănuleț
- Simona Pauca
- Simona Amânar
- Oana Ban
- Cristina Bontaș
- Diana Bulimar
- Andreea Cacovean
- Diana Chelaru
- Sabina Cojocar
- Nadia Comăneci
- Laura Cutina
- Aurelia Dobre
- Gabriela Drăgoi
- Rodica Dunca
- Emilia Eberle
- Alexandra Eremia
- Gina Gogean
- Anca Grigoraș
- Nadia Hatagan
- Larisa Iordache
- Sonia Iovan
- Sandra Izbașa
- Laura Jurcă
- Floarea Leonida
- Elena Leuștean, prima gimnastă română care a câștigat o medalie olimpică
- Alexandra Marinescu
- Lavinia Miloșovici
- Dominique Moceanu, născută în Statele Unite din părinți români, a participat în competiții sub culorile SUA
- Andreea Munteanu (n. 1988)
- Andreea Munteanu (n. 1998)
- Steliana Nistor
- Maria Olaru
- Cătălina Ponor
- Celestina Popa
- Eugenia Popa
- Claudia Presăcan
- Andreea Răducan
- Melita Ruhn
- Monica Roșu
- Daniela Silivaș
- Nicoleta Sofronie
- Ștefania Stănilă
- Silvia Stroescu
- Ecaterina Szabó
- Adriana Tamarjan
- Anamaria Tamarjan
- Dumitrița Turner
- Corina Ungureanu
- Teodora Ungureanu
- Camelia Voinea
- Silvia Zarzu